# Gibraltar North Mole Lighthouse
Der North Mole-Leuchtturm (Gibraltar North Mole Lighthouse) ist einer von mehreren Leuchttürmen in Gibraltar, einem Britischen Überseegebiet an der Südspitze der Iberischen Halbinsel. Das auch als Gibraltar „D“ Head Lighthouse bezeichnete Bauwerk ist ein gusseiserner schwarzgestrichener Turm auf der Westseite des Felsen von Gibraltar, am westlichen Arm der Nordmole am Hafen von Gibraltar. Er wird von der 'Gibraltar Port Authority' betrieben.

## Lage
Der Hafen von Gibraltar (Gibraltar Harbour) liegt auf der westlichen Seite des britischen Überseeterritoriums Gibraltar, bei 36° 09′ nördlicher Breite und 5° 20′ westlicher Länge. Der Hafen liegt geschützt nicht nur durch den Felsen von Gibraltar, sondern auch durch drei Wellenbrecher-Mauern: die North Mole mit ihrem nach Westen gerichteten Arm, die Detached Mole und die South Mole. Zum Hafen führen Einfahrten im Norden und Süden. Die nördliche Hafeneinfahrt liegt zwischen dem westlichen Arm der North Mole und der Detached Mole, und die Südzufahrt trennt die Detached Mole von der South Mole.
Der North Mole-Leuchtturm steht am südlichen Ende des westlichen Armes der L-förmigen North Mole des Hafens von Gibraltar, am D-förmigen Kopf der North Mole; daraus resultiert auch der alternative Name des Bauwerkes. Der Leuchtturm und der Hafen liegen nördlich des östlichen Endes der Straße von Gibraltar bzw. deren Zugang zum Mittelmeer auf der Westseite des Felsens.
Sowohl der Turm als auch die Stätte, an der der Turm steht, sind für die Öffentlichkeit nicht zugänglich. Betrieben wird die Anlage von der Gibraltar Port Authority. Auf der vom United Kingdom Hydrographic Office geführten Admiralty Digital List of Lights (ADLL) ist das Gibraltar North Mole Lighthouse unter der Nummer D2448 verzeichnet. Die US-amerikanische National Geospatial-Intelligence Agency (NGA) führt die Anlage unter der Nummer 4236, und die Amateur Radio Lighthouse Society (ARLHS) vergab die Bezeichnung GIB-005.

## Geschichte
Die ursprüngliche Lampe und die Galerieplattform des 17 Meter hohen schwarzen achteckigen Turms aus Gusseisen wurden ausgetauscht, um die Feuerhöhe zu erhöhen. Dabei wurde der runde Skelettzylinder durch eine quadratische Skelettkonstruktion ersetzt. (Ein ähnlicher Turm am nördlichen Ende der South Mole unterscheidet sich dadurch, dass bei ihm die ursprüngliche Galerie erhalten ist.)
Der Leuchtturm dient als Navigationshilfe, besonders im Hafen und dessen unmittelbarer Umgebung. Als Kennung dient ein rotes Blinklicht in rascher Folge, die Reichweite beträgt fünf Seemeilen. Feuerhöhe beträgt 18 m.